# Marco Jalio Baso
Marco Jalio Baso (en latín: Marcus Iallius Bassus) fue un senador romano, general, y figura literaria que aguantó varios oficios en el servicio imperial durante la segunda mitad de siglo II. Fue cónsul romano alrededor del año 159. Baso es conocido principalmente por inscripciones. Su nombre completo era Marcus Iallius Bassus Fabius Valerianus.

## Orígenes y familia

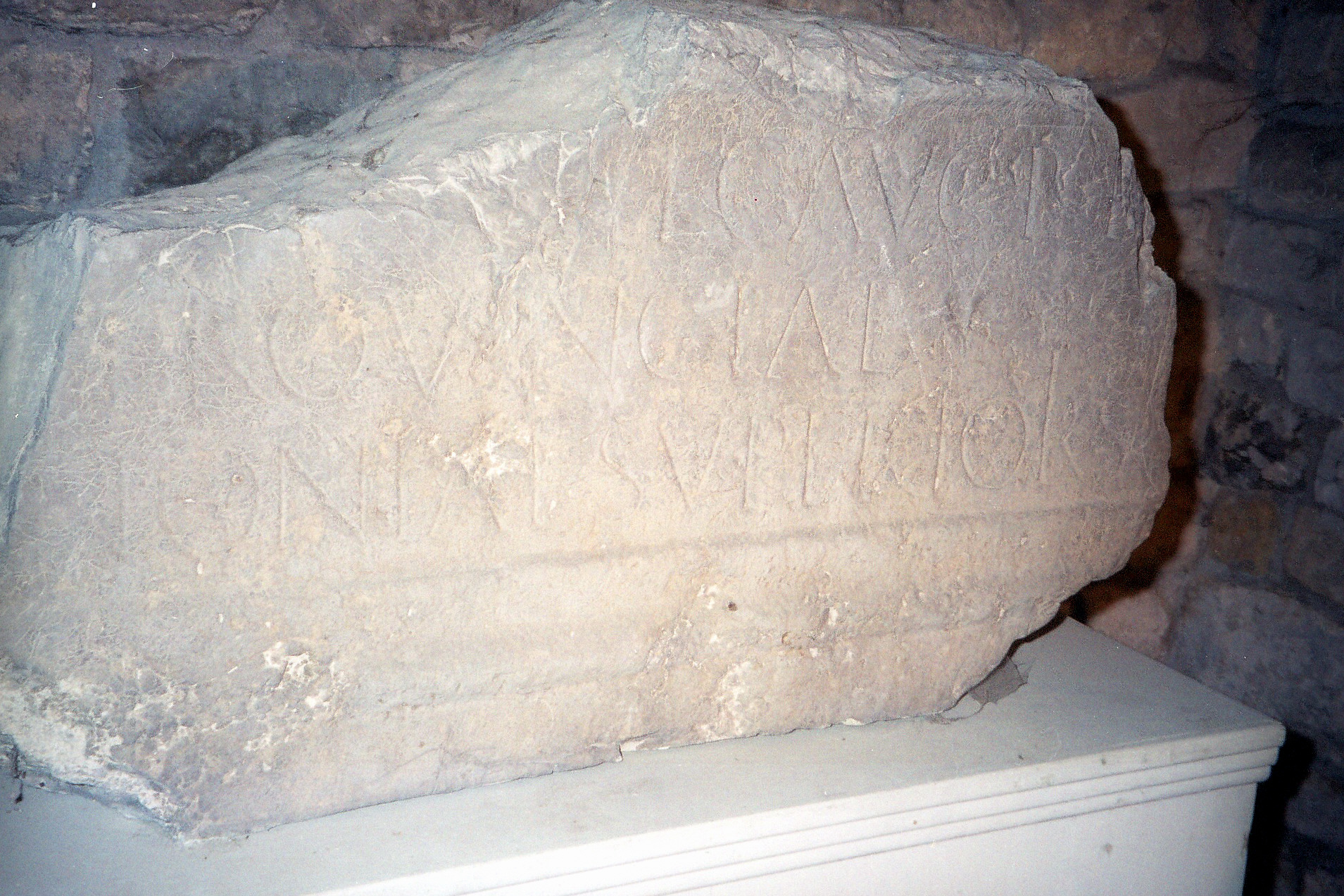
Fragmento de una inscripción detallando el cursus honorum de Marcus Iallius Bassus.

Baso era de Alba Helviorum (actual Joyeuse, Ardèche), donde dos inscriptions graban su cursus honorum. Estas inscripciones dan el nombre de su padre cuando Marcus; pueda ser el Marcus Iallius Bassus que estuvo enterrado en Alba Helviorum. Esta probablemente relacionado con Quintus Iallius Bassus quién fue cónsul en 158.

## Cursus honorum
La carrera senatorial de Baso empezó con su adlectio inter tribunicios, lo que le equiparaba a haber ejercido como Tribuno de la plebe. Después fue Pretor, legatus legionis, o comandante de una legión, pero su nombre no fue preservado en cualquier inscripción; Géza Alföldy data su mandato alrededor del año 153 a 156, y sugiere que la legión desconocida podría ser la Legio I Adiutrix o la Legio X Gemina. Entonces Baso era gobernador de Panonia Inferior, el cual Alföldy fecha de alrededor del año 156 a 159. Su consulado siguió.
Su carrera senatorial como ex-cónsul abarca más del número de oficios. Primero Baso aguantó el oficio de curator operum locorumque publicorum et aedium sacrorum, el cual Alföldy fecha al año 161. Entonces fue nombrado gobernador de Mesia Inferior; Alföldy data su oficina al año 162. Bassus fue comes del emperador Marco Aurelio, dentro de su círculo interno de asesores, durante la Guerra parta. A la resolución de aquel conflicto, Baso fue nombrado gobernador de Panonia Superior, mandato que Alföldy data alrededor de 166 a 169.